# Nuoto artistico ai campionati europei di nuoto 2020 - Squadre (highlights)
La competizione a squadre highlights di nuoto artistico ai campionati europei di nuoto 2020 si è disputata il 15 maggio 2021 presso la Duna Aréna di Budapest in Ungheria. Hanno partecipato alla competizione 30 sincronette in rappresentanza di 3 nazioni.

## Risultati
La finale si è svota alle ore 9:00 (UTC+1).
| Class   | Nazione     | Sincronette | Punti   |
| ------- | ----------- | --- | ------- |
| Oro     | Ucraina     | Maryna Aleksiiva Vladyslava Aleksiiva Marta Fiedina Veronika Hryshko Anna Nosova Kateryna Reznik Anastasiya Savchuk Alina Shynkarenko Kseniya Sydorenko Yelyzaveta Yakhno        | 95.3000 |
| Argento | Bielorussia | Vera Butsel Marharyta Kiryliuk Hanna Koutsun Yana Kudzina Kseniya Kuliashova Anastasiya Navasiolava Valeryia Puz Anastasiya Suvalava Kseniya Tratseuskaya Aliaksandra Vysotskaya | 86.5667 |
| Bronzo  | Ungheria    | Niké Barta Katalin Csilling Linda Farkas Boglárka Gács Lilien Götz Hanna Hatala Szabina Hungler Adelin Regényi Luca Rényi Anna Viktória Szabó                                    | 79.1000 |